# Гест германија DB
Гест германија DB је једноседи немачки ловачки авион. Авион је први пут полетео 1915. године. 

Није дошло до серијске производње овог авиона. Био је наоружан са једним митраљезом калибра 7,92 милиметара.

## Наоружање
| Наоружање авиона: Германија    |      |
| Ватрено (стрељачко) наоружање  |      |
| Топ                            |      |
| Митраљез                       |      |
| Број и ознака митраљеза        | 1    |
| Калибар                        | 7,92 |
| Бомбардерско наоружање (бомбе) |      |
| Ракетно наоружање (ракете)     |      |